# Радомир Шапоњић
Радомир С. Шапоњић (? — Софија, 5. децембар 1929) био је српски и југословенски дипломата. 

## Рад у дипломатским представништвима

### Конзулат у Приштини
У периоду до 1912. године, Шапоњић је службовао у Приштинском конзулату Краљевине Србије у Османском царству, док се 1914. године налазио на положају вицеконзула II класе у Краљевском конзулату у Солуну, у Грчкој.
Дневни лист ''Правда'' објавио је 13. априла 1915. вест о Војном указу којим се, између осталих, у артиљерији, у чин капетана I класе унапређује Радомир С. Шапоњић.
У писму од 3. маја 1918, пуковник Петар Пешић, потоњи армијски генерал, обратио се Николи Пашићу са молбом да Шапоњића узме за разматрање за службу у Риму. Ово је учинио на молбу самог Шапоњића.

### Генерални конзулат у Цариграду
Десетог октобра 1919. Шапоњић је послат као цивилни агент Министарства иностраних дела Краљевине Србије у Цариград, пошто се доказао радом у Солуну и јер је говорио турски језик. Указом од 22. новембра 1919. био је постављен за конзула у Генералном конзулату у Цариграду. Један од задатака поверених Шапоњићу био је да провери где су се све налазили српски ратни заробљеници у Турској, који су били расути по Цариграду, Коњи, Адани, Алепу, Дамаску, Багдаду, Бадију на Тигру, те Басри. Такође је требало да састави и списак заробљеника који су преминули и где су све сахрањени. Само у Цариграду било је 135 сахрањених на гробљу манастира Светог Баклуклија, неколико необележених хумки се налазило у Сан Стефану, а постојале су информације и о покопанима у Смирни и другим деловима Мале Азије.
Одлуком Министарства иностраних дела од 14. фебруара 1920, вођство конзулата требало је да добије Јеврем Симић. Међутим, Симић тај положај никада није преузео. Марта 1920. место цивилног делегата младе Краљевине Срба, Хрвата и Словенаца у Цариграду додељено је Панти Гавриловићу. Гавриловићев главни задатак је био да координира у преговорима са Васељенском патријаршијом око уједињења православних јединица у Краљевини СХС у јединствену Српску православну цркву. Онога часа када је ту улогу на себе преузео Николај Велимировић, завршила се и потреба за Гавриловићевим боравком у Цариграду и он је пензионисан. Положај на челу конзулата поново је припао Шапоњићу који је ту остао све до 1922. године.

### Генерални конзулат у Будимпешти
Указом од 30. јула 1922. дошло је до замене места вођа дипломатских мисија Краљевине СХС у Мађарској и Турској. Шапоњић је из Цариграда прешао у Будимпешту, у Мађарску, док је обратним смером пошао Трајан Живковић. Службу у Будимпешти обележила је сумња за корупцију, због које је Шапоњић 1923. склоњен из конзулата, који је привремено преузео вицеконзул Ђорђе Ивковић. Положај конзула попуњен је тек 1924. када је стигао Фотије Станојевић.

## Шеф одељења за штампу Министарства иностраних дела Краљевине Срба, Хрвата и Словенаца
Следећа позната служба Радомира Шапоњића била је на месту шефа Одељења за штампу у Министарство иностраних дела Краљевине Југославије. Марта месеца 1929, као начелник одељења присуствовао је свечаном ручку у Гардијском дому поводом потписивања Пакта о пријатељству Југославије са Грчком, који је организовао председник Владе генерал Петар Живковић.
Лично Шапоњић је организовао банкет за новинаре земаља Мале антанте, поводом састанка ове организације у Београду, маја 1929. године, о чему је писао дневни лист ''Време''.

### У делегацији за Женевску конференцију Савета Друштва народа 1929.
Августа 1929. је као технички експерт одабран за члана делегације Краљевине Југославије која је у Женеви присуствовала избору за Савет Друштва народа.

Делегацију је иначе водио министар иностраних дела Војислав Маринковић. Остали чланови били су:
други делегат, министар трговине и индустрије др Желимир-Жељко Мажуранић,
трећи делегат, краљевски посланик у Берну и краљевски посланик при Друштву народа др Илија Шуменковић,
први заменик делегата, бивши министар социјалне политике и универзитетски професор Андреј Госар,
други заменик делегата, генерални политички директор у Министарству иностраних дела Константин Фотић,
трећи заменик делегата, бригадни генерал Михаило Ненадовић,
генерални секретар делегације, шеф Одељења за Друштво народа при Министарству иностраних дела др Иван Перне,
секретар делегације, секретар краљевске сталне делегације при Друштву народа Бранко Димић (Београд 15. фебруар 1895 - Београд новембар 1944.), син Васе Димића,
секретар делегације, приправник Министарства иностраних дела Славко Рајковић,

лични секретар шефа делегације, приправник Министарства иностраних дела Коста Павловић.
На конференцији која је одржана у Женеви Југославија је наследила место Румуније као нестални члан Савета Друштва народа.

## Последњи радни задатак и смрт
Свега неколико месеци након пута у Женеву, Радомир Шапоњић био је члан заједничке југословенско-бугарске комисије за питања безбедности међусобне границе. Боравећи овим послом у Софији, Шапоњић се коцкао у Унион клубу, који су традиционално посећивали припадници елите, као и дипломатског кора. Потресен због великог губитка на коцки, Шапоњић је на коктелу код Дечка Дјанка Караџова, бугарског члана комисије, доживео два мождана удара и преминуо 5. децембра 1929. године.